# United We Stand: What More Can I Give
United We Stand: What More Can I Give est un concert de charité dirigé par Michael Jackson et produit par Clear Channel Entertainment. Il a eu lieu le 21 octobre 2001 au RFK Stadium à Washington devant 46 000 personnes.
Il s'agit du troisième grand concert organisé en hommage aux victimes des attentats du 11 septembre. La vente des billets de l'événement a rapporté environ 3 millions de dollars. Cette somme a été reversée à l'Armée du salut, à la Croix-Rouge américaine et au Pentagon Relief Fund.

## Contexte
Après avoir terminé la veille sa série de deux concerts intitulés Michael Jackson - 30th Anniversary Celebration au Madison Square Garden, Michael Jackson devait assister à une réunion au World Trade Center le 11 septembre 2001, jour des attentats. Il ne s'est cependant pas réveillé à temps et a donc raté son rendez-vous,. Michael Jackson a ensuite décidé d'organiser un concert de bienfaisance pour soutenir les victimes des attentats. John Stamos a été présentateur de l'événement. Des célébrités, dont Kevin Spacey, ainsi que des personnalités politiques telles que le maire de Washington étaient aussi présentes.

## Déroulement
Le concert était un spectacle d'une demi-journée commençant en début d'après-midi et se prolongeant jusque tard dans la nuit. Figurent parmi les vedettes qui ont participé au concert : les Backstreet Boys, Huey Lewis and the News, James Brown, Jennifer Lopez, Billy Gilman, Usher, Christina Milian, Carole King, Al Green, Slash, Dionne Warwick, Missy Elliott Christina Aguilera, Pink, Bette Midler, CeCe Peniston, Aerosmith, America, Puff Daddy, NSYNC, Destiny's Child, Rod Stewart, Goo Goo Dolls, Train, Britney Spears, Mariah Carey, Mary J. Blige, ou encore Janet Jackson.
On peut souligner qu'Aerosmith a donné un concert à Indianapolis la même nuit, tandis que les Destiny's Child et les Goo Goo Dolls avaient joué la nuit précédente pour un autre concert de charité intitulé The Concert for New York City.

## Médias
L'événement a été retransmis à la télévision, dans un format monté, sur ABC, plusieurs jours après le concert. Michael Jackson a été filmé avec le reste des chanteurs en arrière-plan lors du final sur What More Can I Give, et la prestation de Man In The Mirror ne fut pas retransmise. La raison est que le chanteur avait signé auparavant un contrat de retransmission exclusif avec CBS, qui a diffusé fin novembre 2001 les concerts Michael Jackson - 30th Anniversary Celebration.

## Programme
À noter : tous les titres en gras sont ceux qui furent intégrés dans l'émission diffusée sur la chaîne ABC.
- Backstreet Boys : The Star-Spangled Banner / Everyone / I Want It That Way / More than That  / The Answer to Our Life / Shape of My Heart / Drowning
- Krystal Harris (en) : Supergirl
- Huey Lewis and the News : The Heart of Rock & Roll (en) / Perfect World / The Power of Love / Workin' for a Livin'
- James Brown : Living in America / The Popcorn / Killing Is Out, School Is In / I Feel Good / Sex Machine / God Bless America
- Billy Gilman : One Voice
- O-Town (en) : All or Nothing
- Usher : U Remind Me
- Christina Milian : AM to PM (en)
- Carole King : So Far Away / Love Makes The World / Monday Without You
- Al Green : Let's Stay Together / Take Me to the River
- Pink : My Vietnam / Me and Bobby McGee
- Bette Midler : From a Distance / Boogie Woogie Bugle Boy / The Rose
- CeCe Peniston : Finally
- Aerosmith : Livin' on the Edge / I Don't Want to Miss a Thing / Just Push Play / Walk This Way
- America : Ventura Highway (en) / Sister Golden Hair (en)
- Puff Daddy : Bad Boy for Life (en) / Been Around the World / It's All About the Benjamins / Come with Me / Mo Money Mo Problems / I'll Be Missing You
- NSYNC : Pop / Tearin' Up My Heart / This I Promise You / Bye Bye Bye
- Janet Jackson : All for You
- Destiny's Child : Survivor / Emotion / Thank You Lord / You've Been So Good / Jesus Love Me / Total Praise
- Rod Stewart : Hot Legs (en) / Forever Young / Rhythm of My Heart
- Goo Goo Dolls : Slide / Iris / American Girl
- Train : Meet Virginia / Drops of Jupiter
- Mariah Carey : Never Too Far/Hero Medley / Last Night a D.J. Saved My Life
- Michael Jackson : Man in the Mirror / What More Can I Give

## Critiques
Etant donné la rapidité avec laquelle l'événement fut mis sur pied, ce dernier a été en proie à des problèmes d'organisation, tels que des invités qui ne se sont pas présentés (incluant Mick Jagger, Kiss, Ricky Martin, Aaron Carter et MC Hammer), des équipements sonores défectueux et des stands à court de nourriture et de boissons.